# 삼성 웨이브 723
삼성 웨이브 723(Samsung Wave 723, Samsung S7230)은 삼성전자가 2011년에 출시한 스마트폰이다.

## 같이 보기
- 삼성 웨이브
- 삼성 웨이브 II